# Los Osos (Kalifornija)
Los Osos je naseljeno područje za statističke svrhe u američkoj saveznoj državi Kalifornija. Prema popisu stanovništva iz 2010. u njemu je živjelo 14.276 stanovnika.